# Инга (Волгоградская область)
Инга — железнодорожный разъезд (тип населенного пункта) в Светлоярском районе Волгоградской области, в составе Кировского сельского поселения.

## География
Посёлок расположен в пределах Приволжской возвышенности на высоте около 120 метров над уровнем моря. Со всех сторон посёлок окружён полями.
Географическое положение
По автомобильным дорогам расстояние до центра Волгограда составляет 38 км, до районного центра рабочего посёлка Светлый Яр — 57 км.

## Население
Динамика численности населения по годам:
| 1987 | 2002 | 2010 |
| ---- | ---- | ---- |
| ≈10  | 0    | 0    |